# 1,3-dioxetan
1,3-Dioxetan (1,3-dioxacyklobutan) je heterocyklická sloučenina s čtyřčlenným kruhem s dvěma atomy kyslíku na protějších pozicích. Lze ji považovat za dimer formaldehydu.